# 西船橋站

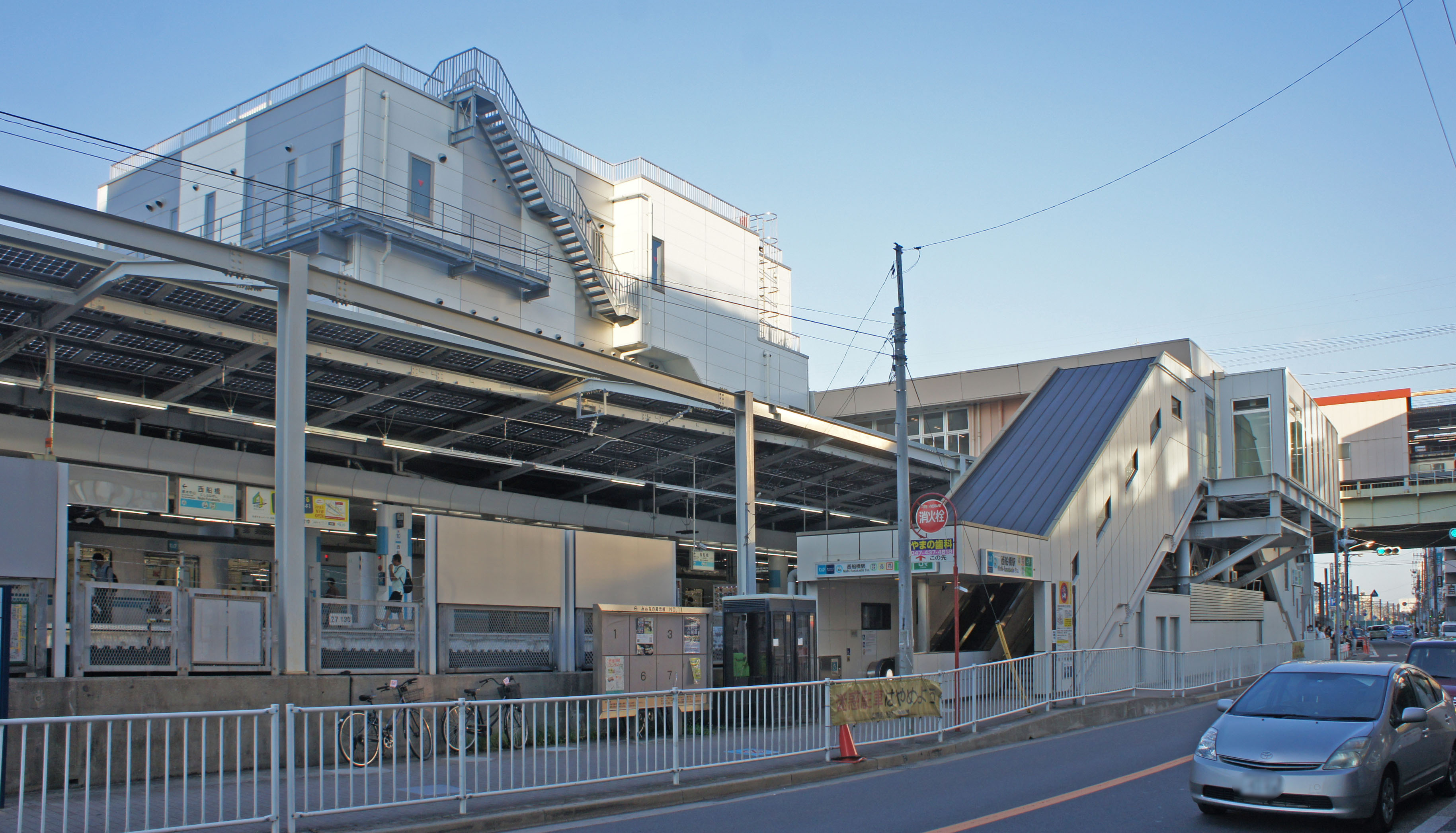
南口（2019年9月17日）

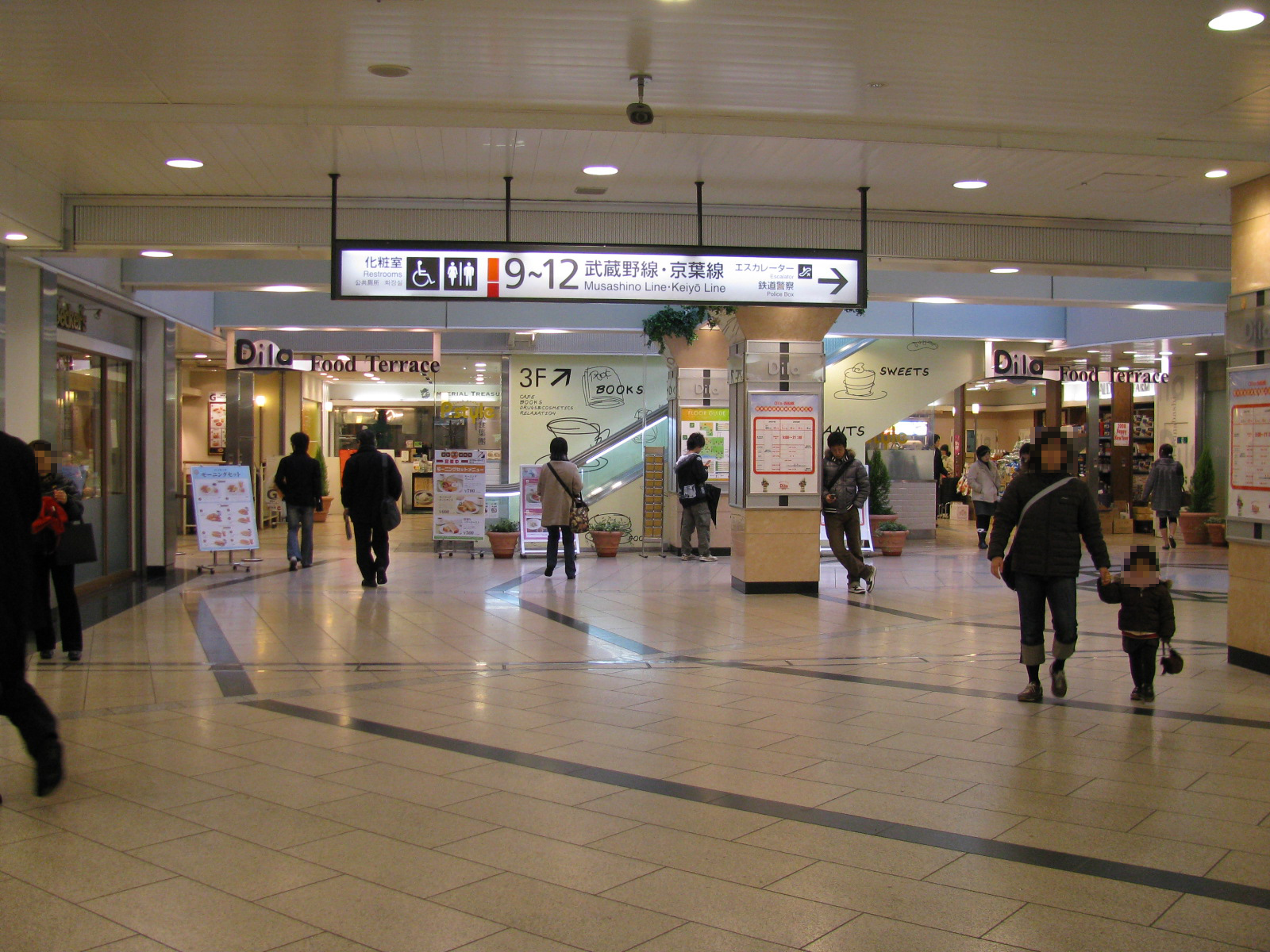
Dila西船橋（2007年12月28日）

西船橋車站（日语：／ Nishi-funabashi eki */?）是位於日本千葉縣船橋市西船，屬於東日本旅客鐵道（JR東日本）、東京地下鐵和東葉高速鐵道的鐵路車站。

## 概要
此站有3間公司5條路線停靠，是千葉縣西部乃至於整個東京都會區東郊非常重要的轉運點之一，站內轉乘人潮相當多。因路線匯集，使用本站的總旅客人次是千葉縣內車站最多（如只計算JR的使用人數，則比船橋站少，居第二名）。
本來是運輸中山競馬場使用者的主要車站，之後在北鄰的武藏野線船橋法典站開業後逐漸被取代。現在競馬開賽日北口仍可搭乘京成巴士的中山競馬場臨時接駁巴士。此站亦是武藏野線之中最大的轉乘站。
當地人習慣簡稱西船橋車站為西船，並沿用成為附近地名的稱呼，且在1966年實施住居表示時正式成為當地的町名。
此站是東京的地下鐵系統中最東端的車站。

### 停靠路線
西船橋站停靠JR東日本各線（後述）、東京地下鐵東西線、東葉高速鐵道東葉高速線3公司的鐵道路線。
JR東日本的路線有總武本線、武藏野線、京葉線（高谷支線、二俣支線），其中總武本線是本站的所屬線。總武本線中僅行走於緩行線的中央·總武線各站停車停靠本站。武藏野線雖以本站為終點，但與京葉線兩支線實行相互直通運轉。京葉線方面，本站是高谷支線的終點、二俣支線的起點。
總武線與武藏野線車站編號分別為「JB30」與「JM10」，京葉線無編號。
東京地下鐵、東葉高速鐵道的車站編號分別為「T 23」、「TR01」。地下鐵東西線以本站為終點，但與以本站為起點的東葉高速線、以及JR總武線各站停車（僅平日早晨尖峰時刻）相互直通運轉。東西線與總武線直通電車在本站的東京地下鐵月台發車。
JR總武本線快速線（總武快速線）不停靠本站，也未設月台（但站內保有月台設置空間。）。1991年（平成3年）10月，縣府在千葉縣議會表示「總武快速停靠「西船」有困難」。2007年（平成19年）第2回船橋市議會定例會中，該市企劃部長表示「千葉縣與沿線市町村希望JR讓西船橋站停靠總武快速線」，但現在JR東日本並無進一步動作。

## 历史
- 1958年（昭和33年）11月10日：以日本國有鐵道總武本線沿線車站之姿啟用（舊站舍）[4]。初時只提供客運服務。
  - 當時車站是島式月台1面2線。月台在現在總武快速線上（複複線化時撤除舊月台）[5]。
- 1968年（昭和43年）12月15日：伴隨總武本線複複線工程的實施，轉移到配合緩行線（中央、總武緩行線）而設置的新站房營運。
- 1969年（昭和44年）3月29日：帝都高速度交通營團所屬的營團地下鐵東西線通車[4]，並與國鐵總武線列車開始相互直通運行[4]。
- 1969年（昭和44年）4月8日：開辦貨運服務。
- 1978年（昭和53年）10月2日：國鐵武藏野線通車，9、10號線（現在11、12號線）啟用。
- 1986年（昭和61年）3月3日：國鐵京葉線第一期路段（西船橋－千葉港）通車。京葉線使用9、10號線。
- 1986年（昭和61年）11月1日：停辦貨運服務。
- 1987年（昭和62年）4月1日：日本國鐵分割民營化，總武線、武藏野線與京葉線沿線各站的營運轉移由JR東日本繼承[4]。
- 1988年（昭和63年）12月1日：JR京葉線第二期路段（新木場－南船橋、市川鹽濱－西船橋、千葉港－蘇我）通車，並同時開始與武藏野線之間的直通運行。
- 1992年（平成4年）1月23日：設置一般乘客可使用的緊急列車停止裝置[6]。
- 1996年（平成8年）4月27日：東葉高速鐵道通車[7]，開始與營團地下鐵東西線之間的相互直通運行[7]。
- 2001年（平成13年）11月18日：JR東日本IC卡「Suica」啟用[公共關係 1]。
- 2004年（平成16年）4月1日：營團地下鐵民營化，東西線沿線各站的營運轉由東京地下鐵繼承。
- 2005年（平成17年）1月15日：站內商場『Dila西船橋』開幕[8]。
- 2007年（平成19年）3月18日：檢票口分割工程完成。東京地下鐵、東葉高速鐵道啟用IC卡「PASMO」。
- 2012年（平成24年）9月29日：JR東日本旅行櫃台「VIEW PLAZA（日语：びゅうプラザ）」關閉。
- 2013年（平成25年）3月31日：南口設置電梯。

## 車站構造
由於有多條路線通過，本站擁有一個大型跨站式站房，橫跨所有地面月台。其中JR東日本佔用大半部分，而其餘範圍則由東京地下鐵和東葉高速鐵道共用。這兩個站房之間設有轉車票閘，轉車的乘客不用離開車站即能換乘。這個站房是在總武本線複複線化和東西線延伸時新建的，而舊站房目前是北口的一部分，當時設計比較簡單，是類似目前西川口的跨站式站房設計。本站在南北兩媏設有兩個出口，而兩個出口的站名標示也有不同——北口使用JR東日本的版本，而南口則使用東京地下鐵的版本。南北兩出口之間有自由通道連通。北口設有電梯與電扶梯，南口設有電扶梯，並於2012年9月起進行電梯設置工程，2013年3月31日啟用。付費區內大廳 - 月台間亦有電扶梯與電梯連通。
剪票口分為JR東日本獨立剪票口以及東京地下鐵、東葉高速鐵道剪票口。東京地下鐵、東葉高速鐵道是站內共用的共同使用站，由東京地下鐵全面管理。JR東日本剪票口在自由通路北口側，東京地下鐵、東葉高速鐵道剪票口在南口側。不同於其他共同使用站，JR東日本的自動售票機與東京地下鐵、東葉高速鐵道自動售票機是分開設置。
車站1樓是JR總武線、東京地下鐵東西線、東葉高速線月台，2樓剪票口與大廳，3樓是JR武藏野線、京葉線月台。
南側月台（5 - 8號線）配有東京地下鐵站員，站內標誌與列車資訊顯示器皆採用東京地下鐵樣式。除了東京地下鐵自有的路線圖，本站還有獨自的東西線、東葉高速線停車站資訊圖。另外，剪票口與精算機的管理、本站起訖的東京地下鐵、東葉高速鐵道線磁氣定期券銷售由JR東日本執行。(東京地下鐵的多功能售票機僅能購入繼續定期券)
2007年3月17日以前，3公司共用1處剪票口，與JR、東京地下鐵共用站中野站一樣，自動驗票閘門與自動精算機使用JR東日本機器。在3月18日開始，東京地下鐵與東葉高速鐵道導入可與Suica相互使用的IC卡PASMO，因此啟用新的東京地下鐵、東葉高速鐵道、JR總武線（僅地下鐵東西線直通電車）專用剪票口與JR⇔東京地下鐵、東葉高速鐵道、JR總武線（僅地下鐵東西線直通電車）轉乘剪票口、自動精算機（含轉乘用）。
新設置的自動剪票機標誌採用東京地下鐵樣式，但機器仍是JR機器，讀取IC乘車券的部分仍顯示JR的「請接觸Suica」。東京地下鐵線、東葉高速線的自動售票機往北移動，並更新票價表。南側售票處上的票價表也用東京地下鐵替代，入口標誌與樓梯前月台標誌皆進行更新。原國鐵樣式的方向標誌與站名標在2008年9月改為新標誌。廁所看板與時刻表、轉乘資訊標識在2009年初更新為東京地下鐵樣式。
2000年代前半，本站實施「西船橋站COSMOS PLAN」（西船橋駅コスモスプラン）が，積極進行站內改良，作為該計畫一環、位於2、3樓的商業設施（站內商場）『Dila西船橋』在2005年開幕。商場內有書店、立食蕎麥麵店、喫茶店等商店。之後，東京地下鐵側的『MINiPLA西船橋』（→『西船橋Metro pia』）開幕。從此，站內可見古老站體與明亮新站空間並存的特殊風貌。

### JR東日本
總武線是島式2面3線地面月台。但東京地下鐵東西線直通列車在地下鐵月台出入站。武藏野線與京葉線是島式2面4線高架月台，與地面月台總武線船橋站側直角交會。1 - 號線為總武線，9 - 12號線為武藏野線、京葉線使用。2、3號線線路共用。
京葉線的路線顏色為紅色，但本站停靠的京葉線車輛除部分班次外皆使用橘色車輛（武藏野線直通使用）。
綠色窗口與指定席售票機位於自由通道北口側。

#### 月台配置
| 月台     | 路線               | 方向 | 目的地                   | 備註                                                                        |
| -------- | ------------------ | ---- | ------------------------ | --------------------------------------------------------------------------- |
| 地面月台 |                    |      |                          |                                                                             |
| 1、2     | 總武線（各站停車） | 東行 | 船橋、津田沼、千葉方向   | 2號月台只有早上1班列車使用                                                  |
| 3、4     | 總武線（各站停車） | 西行 | 錦糸町、秋葉原、新宿方向 | 3號月台作為此站始發的列車使用。                                             |
| 高架月台 |                    |      |                          |                                                                             |
| 9、10    | 武藏野線           | 上行 | 新松戶、南浦和方向       | 部分於11、12號月台。基本上9號月台往海濱幕張方向始發；10號月台往東京方向始發 |
| 11、12   | 京葉線             | 上行 | 舞濱、東京方向           | 部分於9、10號月台。基本上11號月台往東京方向；12號月台往海濱幕張方向         |
| 11、12   | 京葉線             | 下行 | 南船橋、海濱幕張方向     | 部分於9、10號月台。基本上11號月台往東京方向；12號月台往海濱幕張方向         |

（來源：JR東日本:車站構內圖 （页面存档备份，存于））

#### 備註
- 總武線月台為2面3線。由於平日早晨有地下鐵東西線直通列車，因此同時間到站的列車會使用2、3號線折返，其他除部分班次外基本上都使用1、4號線。
- 武藏野線月台9、10號線對應10輛編組，直通京葉線時使用。
- 京葉線或武藏野線出現異常時，會在本站進行折返運轉。此時，發車月台受到配線限制，9、10號線為京葉線東京方向或南船橋方向，11、12號線為武藏野線府中本町方向。另外，平日早晨通勤時段，部分往海濱幕張列車在10號線發車。這是為了減緩11、12號線人潮所採取的措施。
- 列車從武藏野線月台開往京葉線時，由於不同方向使用不同線路，因此往市川塩濱方向列車與往南船橋方向列車可同時出發。

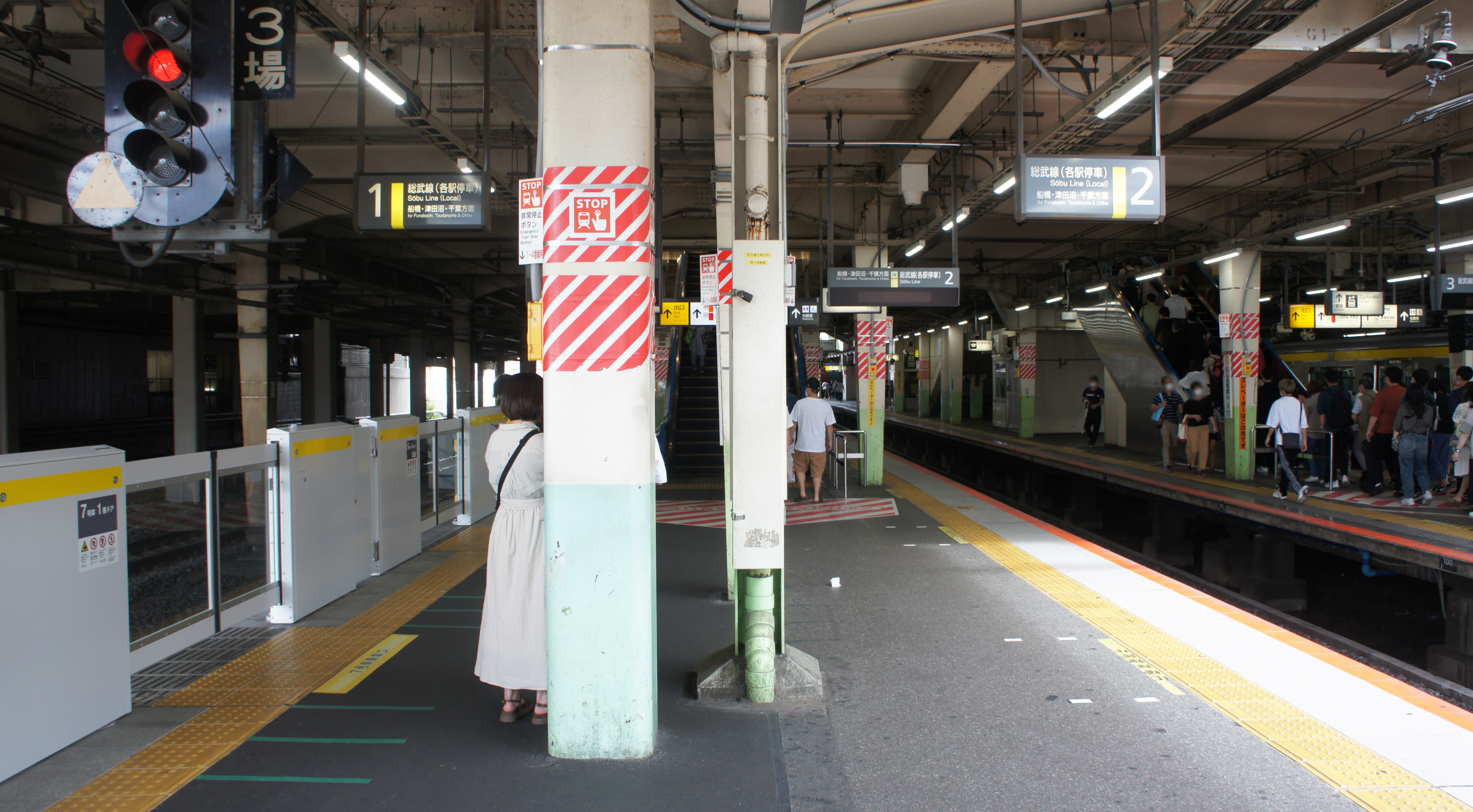
1、2號月台（中央·總武線）（2021年6月）
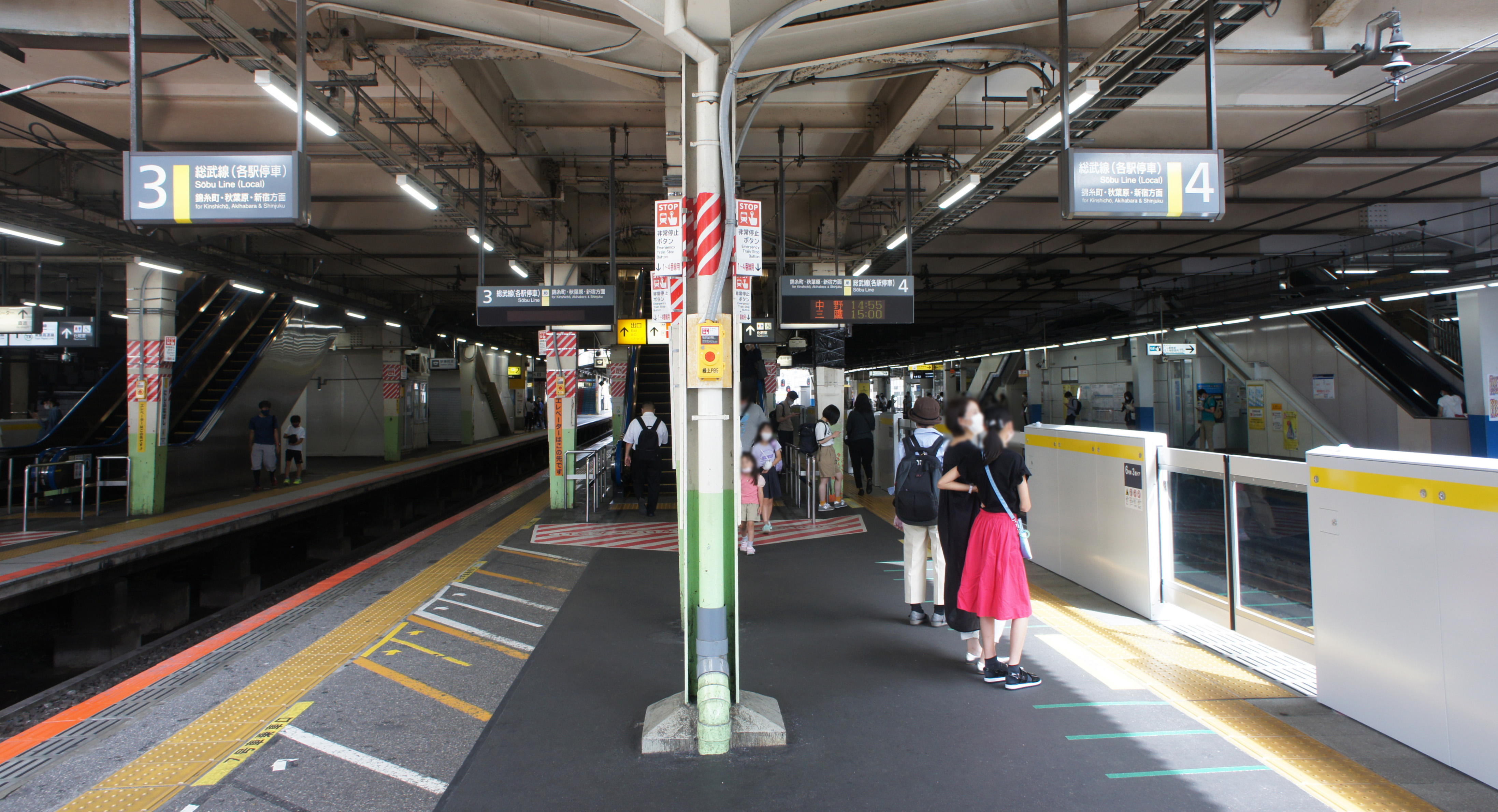
3、4號月台（中央·總武線）（2021年6月）
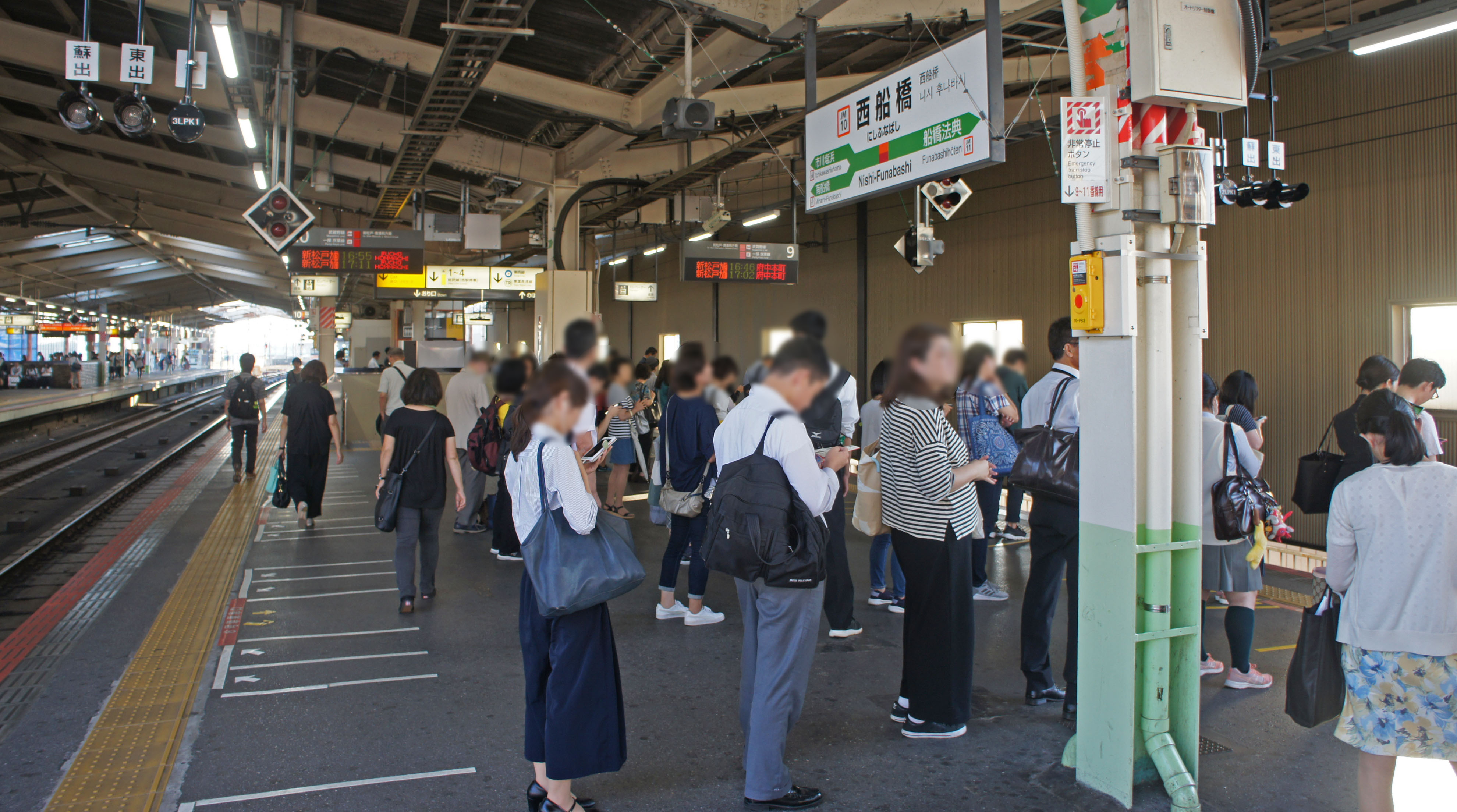
9、10號月台（武藏野線、京葉線）（2019年9月17日）
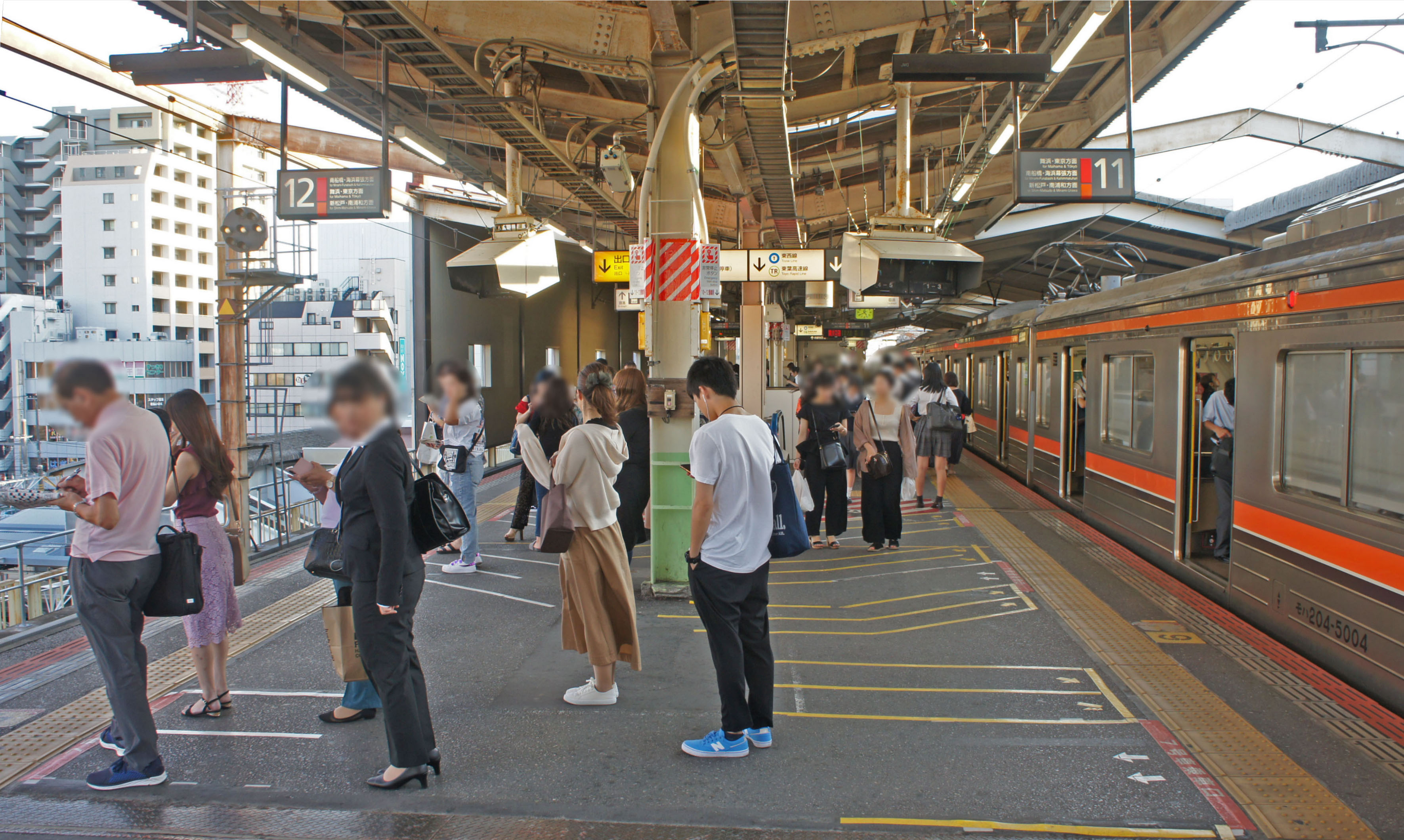
11、12號月台（武藏野線、京葉線）（2019年9月17日）

### 東京地下鐵、東葉高速鐵道、JR東日本
東西線、JR總武線（地下鐵東西線直通）與東葉高速線為島式2面4線地面月台構造。使用5 - 8號線。
東京地下鐵線與東葉高速線定期券由JR販售，因此只能購入本站起訖的票券。另外，本站起訖（沒有與JR東日本線的連絡定期券）的東京地下鐵線、東葉高速線新規定期券僅有磁氣券。這與東西線西端站、同樣與JR東日本共同使用的中野站相同。另外，東京地下鐵側雖設有多功能售票機（東京地下鐵管理），但無法購買新規定期券與使用Tokyo Metro To Me CARD的Metro Point服務。
原先現在JR總武線、東西線、東葉高速線自動驗票閘門右側有東葉高速線專用的自動售票處，2008年9月改建為餐廳。

#### 月台配置
| 月台 | 路線               | 目的地                               | 備註                                                     |
| ---- | ------------------ | ------------------------------------ | -------------------------------------------------------- |
| 5    | 東葉高速線         | 北習志野、東葉勝田台方向             | 除部分班次外，東西線直通列車使用。                       |
| 5    | 總武線（各站停車） | 船橋、津田沼方向                     | 東西線直通列車。僅平日早晚使用。                         |
| 6    | 總武線（各站停車） | 船橋、津田沼方向                     | 東西線直通列車。僅平日早晨使用。                         |
| 6    | 東西線             | 浦安、日本橋、大手町、中野、三鷹方向 | 本站折返列車使用                                         |
| 6    | 東葉高速線         | 北習志野、東葉勝田台方向             | 僅平日早晚使用。                                         |
| 7    | 東葉高速線         | 北習志野、東葉勝田台方向             | 僅早晨兩班東西線直通列車使用。                           |
| 7    | 東西線             | 浦安、日本橋、大手町、中野、三鷹方向 | 除早晚部分班次外由本站折返列車使用                       |
| 8    | 東西線             | 浦安、日本橋、大手町、中野、三鷹方向 | 來自東葉高速線、總武線直通列車與來自拖上線的始發列車使用 |

（來源：東京地下鐵:構內圖 （页面存档备份，存于））

#### 備註
- 2015年6月以前，5 - 8號線發車時使用蜂鳴器，5、7號線聲音比6、8號線聲音低。
- 2016年3月改點起，8號線不再有往東葉勝田台的班次。早晨有2班從7號線發往東葉勝田台的班次。在事故與強風等造成東西線地面路段無法行駛時，東葉高速線全列車在本站折返。配線上，東葉高速線只有7、8號線能進行折返。
- 僅平日早晨運行的東西線直通往總武線津田沼列車在5、6號線發車。

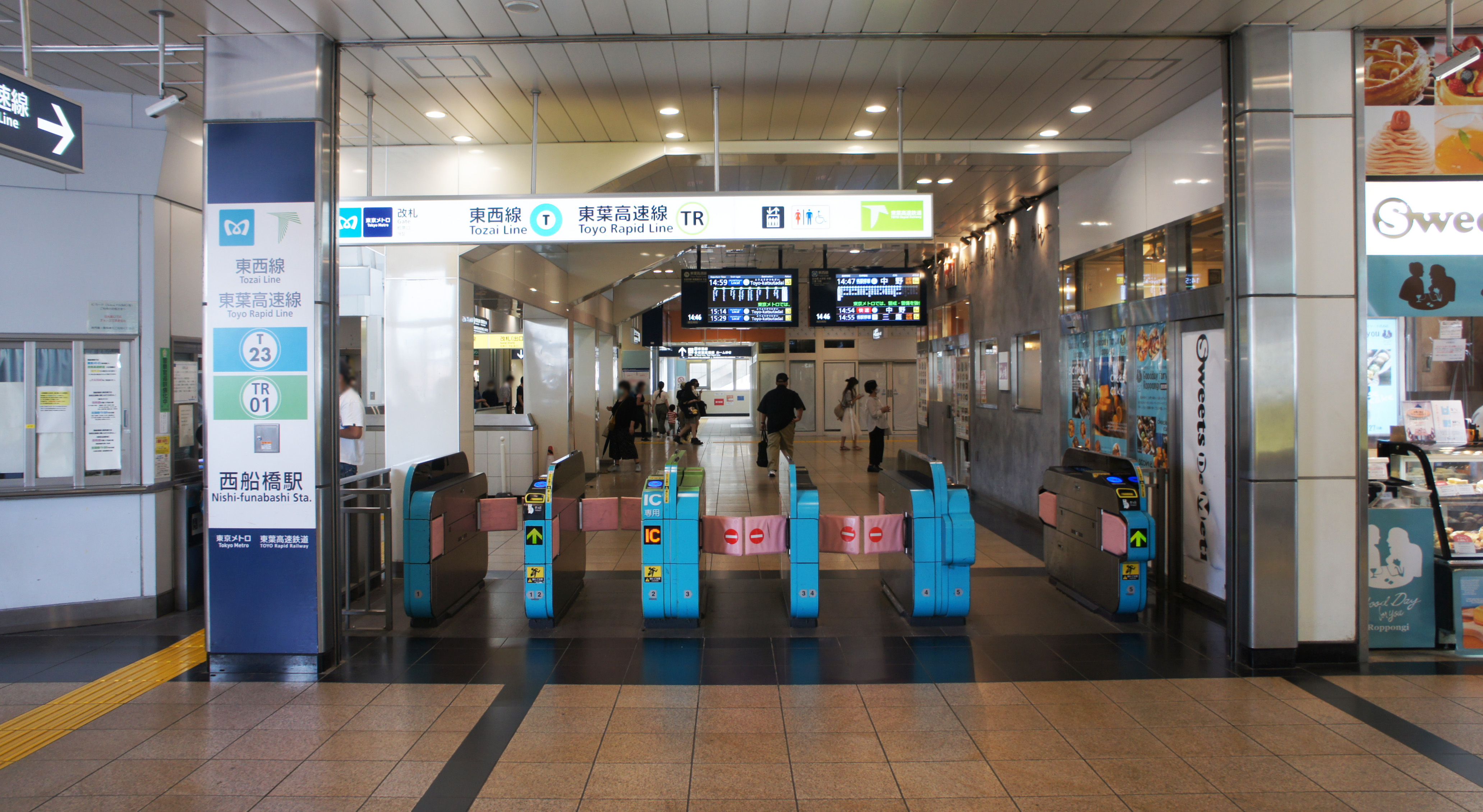
東京地下鐵、東葉高速鐵道閘口附近（2021年6月）
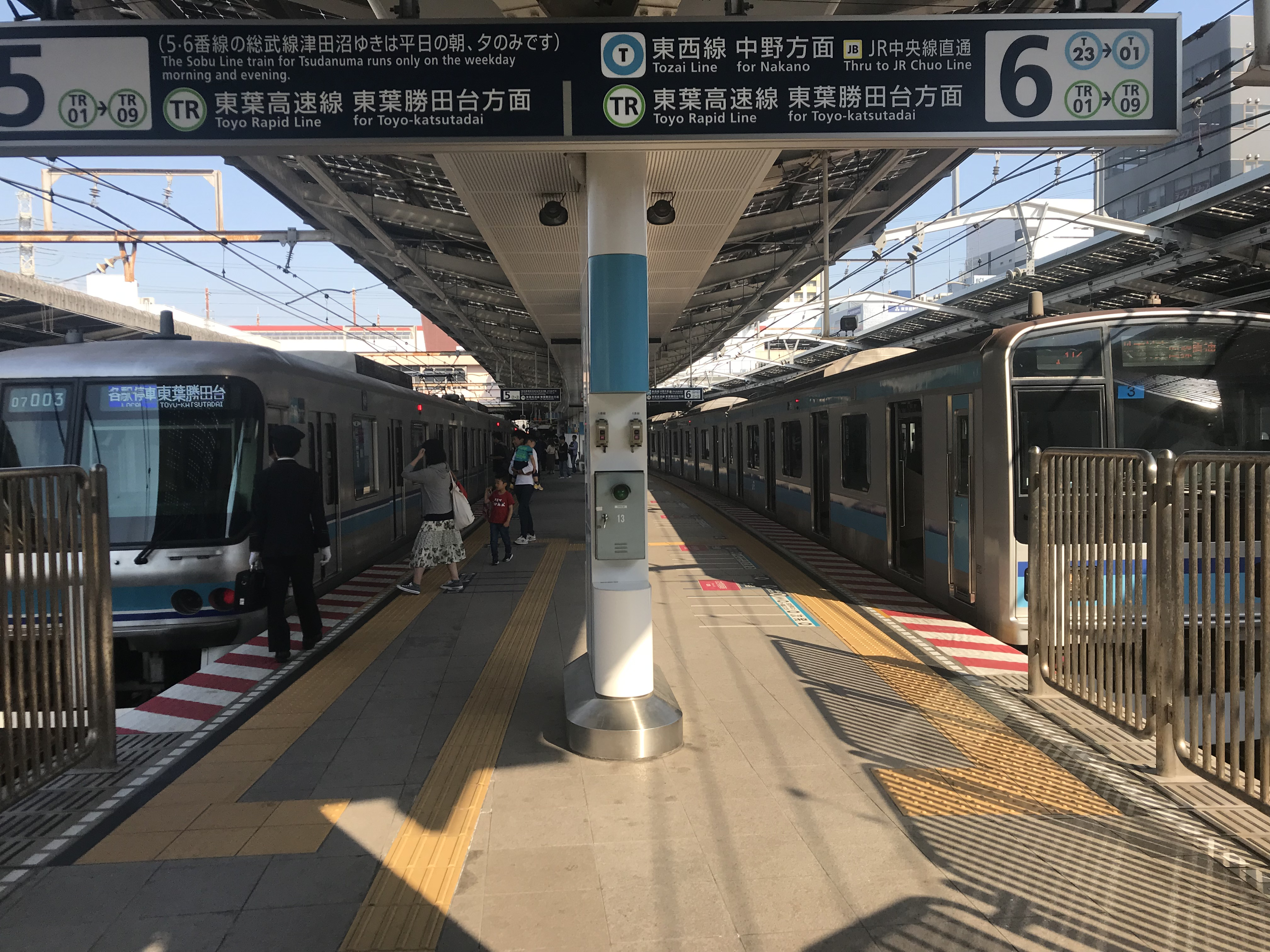
5・6番號月台（2019年5月）
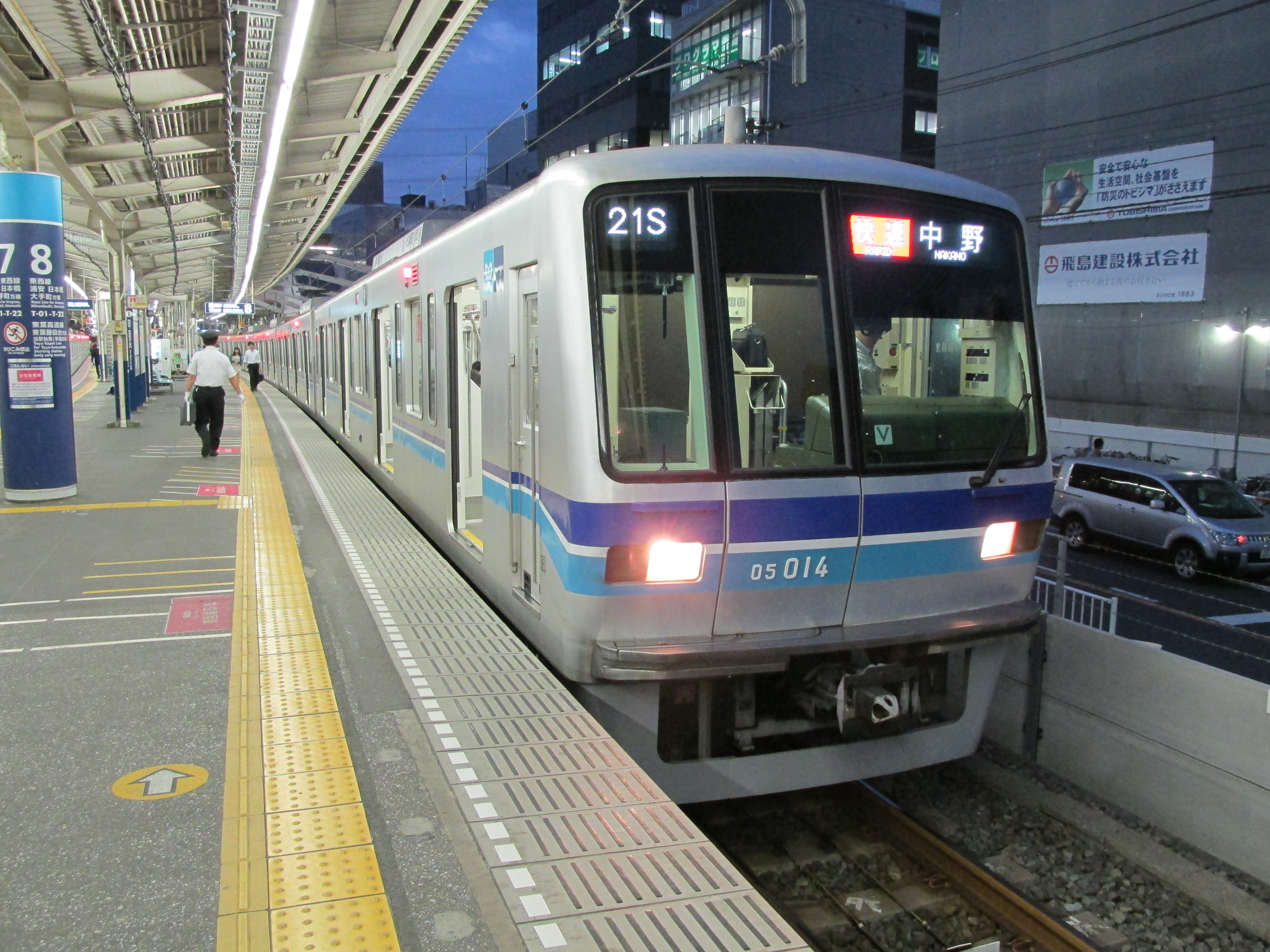
7、8號月台（2013年6月22日）

### 轉乘剪票口
2007年3月18日開始Suica、PASMO相互利用服務，同時分離剪票口。東京地下鐵線、東葉高速線設置自動驗票閘門，同時設置JR線轉乘東京地下鐵線、東葉高速線、JR總武線（東京地下鐵東西線直通）的轉乘剪票口（連絡剪票口）。另外，下總中山、原木中山側與船橋、東海神側的轉乘天橋亦新設轉乘剪票口。從此開始，本站往中野方向與中野方向往本站時，可分辨出搭乘JR線或搭乘東京地下鐵線。下總中山、原木中山側的轉乘剪票口僅開放6時 - 10時與16時 - 23時。
在東京地下鐵線、東葉高速線、JR總武線（東西線直通）剪票口使用交通IC卡進站，搭車至不能與其他公司站內轉乘的JR東日本車站（船橋站等）並出站時，由於有西船橋搭乘JR東日本線，以及搭乘東京地下鐵線到中野或北千住轉乘的方式，驗票閘門會依據票價選擇較優惠的方案扣費。
另外，東京地下鐵線、東葉高速線、JR總武線（東西線直通）的自動驗票閘門不能使用JR東日本線獨立車票（西船橋⇒津田沼 經由:船橋），因此若要搭乘JR總武線（東西線直通），需利用有人剪票口出入（交通IC卡不受其限制）。

### 配線圖
| | ↑ 北習志野、 東葉勝田台方向      |                           |
| ← 錦糸町、秋葉原 、新宿、中野、 三鷹方向 | 西船橋站地面月台 鐵道配線略圖    | → 船橋、津田沼 、千葉方向 |
| | ↓ 東陽町、大手町、中野、三鷹方向 |                           |
| 图例 参考文献：參考以下製作。 * 祖田圭介、「西船橋駅付近の配線略図」、「特集 短絡線ミステリー9 － 東京都心の鉄道複雑エリア、II 列車の走行ルート」、 交友社、『鉄道ファン』 第48巻6号（通巻第566号） 2008年6月号、38頁 図30。 * JR東日本公式ウェブサイト 各駅情報（西船橋駅） 構内図 ※圖中▲指本站以西行走於東西線的列車、▲指行走於中央總武緩行線的列車。 |                                  |                           |

- 東葉高速線開業前有三條拖上線，部分成為現在東葉高速線線路的一部分。

| 運行編號 | 營業編號 | 月台     | 御茶之水方向起訖 | 大手町方向起訖 | 東葉勝田台方向起訖 | 千葉方向起訖 | JR拖上線起訖 | 地下鐵拖上線起訖 | 備註             |
| -------- | -------- | -------- | ---------------- | -------------- | ------------------ | ------------ | ------------ | ---------------- | ---------------- |
| 1        | 1        | 10輛編組 | 可進入           | 不可           | 不可               | 可出發       | 不可         | 不可             | 緩行線下行主本線 |
| 2        | 2,3      | 10輛編組 | 可進可出         | 不可           | 不可               | 可進可出     | 可進可出     | 不可             | 兩側皆有月台     |
| 3        | 4        | 10輛編組 | 可出發           | 不可           | 不可               | 可進入       | 可出發       | 不可             | 緩行線上行主本線 |
| 4        | 5        | 10輛編組 | 不可             | 可進入         | 可出發             | 可出發       | 不可         | 可進可出         |                  |
| 5        | 6        | 10輛編組 | 不可             | 可進可出       | 可出發             | 可出發       | 不可         | 可進可出         |                  |
| 6        | 7        | 10輛編組 | 不可             | 可進可出       | 可進可出           | 可進入       | 不可         | 可進可出         |                  |
| 7        | 8        | 10輛編組 | 不可             | 可出           | 可進可出           | 可進入       | 不可         | 可進可出         |                  |

- 省略總武快速線。

* 參考資料：「西船橋駅付近の配線略図」 「特集 短絡線ミステリー9 － 東京都心の鉄道複雑エリア、II 列車の走行ルート」
交友社 『鉄道ファン』　第48巻6号（通巻第566号） 2008年6月号
* JR東日本公式ウェブサイト 各駅情報（西船橋駅） 構内図 （页面存档备份，存于）
| | ↑ 南船橋、海濱幕張方向        |  |
| ← 新松戶、南浦和、西國分寺、 府中本町方向 | 西船橋站高架月台 鐵道配線略圖 |  |
| | ↓ 新木場、東京方向            |  |
| 图例 参考文献：參考以下製作。 * 祖田圭介、「西船橋駅付近の配線略図」、「特集 短絡線ミステリー9 － 東京都心の鉄道複雑エリア、II 列車の走行ルート」、 交友社、『鉄道ファン』 第48巻6号（通巻第566号） 2008年6月号、38頁 図30。 * 祖田圭介、「西船橋駅配線図」、「武蔵野線・京葉線 建設の経緯と線路配線」、『鉄道ピクトリアル』、第52巻8号 （通巻第720号） 2002年8月号、電気車研究会、2002、55頁、図－8。 * JR東日本公式ウェブサイト 各駅情報（西船橋駅） 構内図 |                               |  |

| 運行編號 | 營業編號 | 月台     | 府中本町方向起訖 | 蘇我方向起訖 | 東京方向起訖 | 備註     |
| -------- | -------- | -------- | ---------------- | ------------ | ------------ | -------- |
| 京1      |          | 無月台   | 可進入           | 可出發       | 不可         | 經12號線 |
| 12       | 12       | 8輛編組  | 可進可出         | 可出發       | 可出發       |          |
| 11       | 11       | 8輛編組  | 可進可出         | 可出發       | 可出發       |          |
| 10       | 10       | 10輛編組 | 可進可出         | 可進可出     | 可進可出     |          |
| 9        | 9        | 10輛編組 | 可進可出         | 可進可出     | 可進可出     |          |

- 京1號線是12號線的二俣新町側，二俣支線下行線與高谷支線上行線分歧點之間。部分貨物列車在此待避旅客列車。

* 參考資料：「西船橋駅付近の配線略図」 「特集 短絡線ミステリー9 － 東京都心の鉄道複雑エリア、II 列車の走行ルート」
交友社 『鉄道ファン』　第48巻6号（通巻第566号） 2008年6月号
* 「西船橋駅配線図」　「武蔵野線・京葉線　建設の経緯と線路配線」 『鉄道ピクトリアル』 第52巻8号（通巻第720号） 2002年8月号
* JR東日本公式ウェブサイト 各駅情報（西船橋駅） 構内図 （页面存档备份，存于）

## 利用狀況
東京地下鐵、東葉高速鐵道的上下車人次包含直通人次。2014年度3公司合計上下車人次約65萬人次，年約2億3700萬人次，為千葉縣內最多。
- JR東日本 - 2019年度1日平均上車人次為138,618人[使用人數 1]。
該公司車站中次於五反田站位居第25位，千葉縣內僅次於船橋站排名第2位，千葉支社（日语：東日本旅客鉄道千葉支社）內亦排第2位。另外，在中央·總武線39個車站當中名列第6位、武藏野線26站中高居第1位（含京葉線直通人次）。
- 東京地下鐵 - 2017年度1日平均上下車人次為293,332人[使用人數 2]。
- 東葉高速鐵道 - 2016年度1日平均上車人次為57,689人。該公司車站第1名。

### 各年度1日平均上下車人次
近年1日平均上下車人次變化如下表（JR、東葉高速鐵道除外）。
| 年度               | 東京地下鐵         | 東京地下鐵 |
| 年度               | 1日平均 上下車人次 | 增長率     |
| ------------------ | ------------------ | ---------- |
| 2000年（平成12年） | 241,994            |            |
| 2001年（平成13年） | 243,832            | 0.8%       |
| 2002年（平成14年） | 242,230            | −0.7%      |
| 2003年（平成15年） | 238,618            | −1.5%      |
| 2004年（平成16年） | 236,205            | −1.0%      |
| 2005年（平成17年） | 234,157            | −0.9%      |
| 2006年（平成18年） | 239,410            | 2.2%       |
| 2007年（平成19年） | 272,588            | 13.9%      |
| 2008年（平成20年） | 278,117            | 2.0%       |
| 2009年（平成21年） | 275,515            | −0.9%      |
| 2010年（平成22年） | 276,164            | 0.2%       |
| 2011年（平成23年） | 271,057            | −1.8%      |
| 2012年（平成24年） | 274,785            | 1.4%       |
| 2013年（平成25年） | 279,770            | 1.8%       |
| 2014年（平成26年） | 280,011            | 0.1%       |
| 2015年（平成27年） | 285,186            | 1.8%       |
| 2016年（平成28年） | 289,430            | 1.5%       |
| 2017年（平成29年） | 293,332            | 1.3%       |
| 2018年（平成30年） | 295,943            | 0.9%       |

### 各年度1日平均上車人次（1958年－2000年）
開業以後1日平均上車人次推移如下表。
| 年度               | 國鐵 / JR東日本 | 營團       | 東葉高速鐵道 | 來源              |
| ------------------ | --------------- | ---------- | ------------ | ----------------- |
| 1958年（昭和33年） | 2,101           | 未 開 業   | 未 開 業     | [ 千葉県統計 1 ]  |
| 1959年（昭和34年） | 4,208           | 未 開 業   | 未 開 業     | [ 千葉県統計 2 ]  |
| 1960年（昭和35年） | 5,610           | 未 開 業   | 未 開 業     | [ 千葉県統計 3 ]  |
| 1961年（昭和36年） | 6,897           | 未 開 業   | 未 開 業     | [ 千葉県統計 4 ]  |
| 1962年（昭和37年） | 8,531           | 未 開 業   | 未 開 業     | [ 千葉県統計 5 ]  |
| 1963年（昭和38年） | 9,792           | 未 開 業   | 未 開 業     | [ 千葉県統計 6 ]  |
| 1964年（昭和39年） | 11,205          | 未 開 業   | 未 開 業     | [ 千葉県統計 7 ]  |
| 1965年（昭和40年） | 11,742          | 未 開 業   | 未 開 業     | [ 千葉県統計 8 ]  |
| 1966年（昭和41年） | 12,502          | 未 開 業   | 未 開 業     | [ 千葉県統計 9 ]  |
| 1967年（昭和42年） | 14,133          | 未 開 業   | 未 開 業     | [ 千葉県統計 10 ] |
| 1968年（昭和43年） | 13,963          | [ 備註 2 ] | 未 開 業     | [ 千葉県統計 11 ] |
| 1969年（昭和44年） | 28,690          |            | 未 開 業     | [ 千葉県統計 12 ] |
| 1970年（昭和45年） | 52,952          |            | 未 開 業     | [ 千葉県統計 13 ] |
| 1971年（昭和46年） | 70,756          |            | 未 開 業     | [ 千葉県統計 14 ] |
| 1972年（昭和47年） | 69,965          |            | 未 開 業     | [ 千葉県統計 15 ] |
| 1973年（昭和48年） | 63,415          |            | 未 開 業     | [ 千葉県統計 16 ] |
| 1974年（昭和49年） | 66,200          |            | 未 開 業     | [ 千葉県統計 17 ] |
| 1975年（昭和50年） | 66,769          | 37,001     | 未 開 業     | [ 千葉県統計 18 ] |
| 1976年（昭和51年） | 68,911          | 90,956     | 未 開 業     | [ 千葉県統計 19 ] |
| 1977年（昭和52年） | 73,074          | 96,449     | 未 開 業     | [ 千葉県統計 20 ] |
| 1978年（昭和53年） | 74,236          | 92,382     | 未 開 業     | [ 千葉県統計 21 ] |
| 1979年（昭和54年） | 75,929          | 95,843     | 未 開 業     | [ 千葉県統計 22 ] |
| 1980年（昭和55年） | 77,972          | 99,879     | 未 開 業     | [ 千葉県統計 23 ] |
| 1981年（昭和56年） | 81,445          | 104,844    | 未 開 業     | [ 千葉県統計 24 ] |
| 1982年（昭和57年） | 84,545          | 105,902    | 未 開 業     | [ 千葉県統計 25 ] |
| 1983年（昭和58年） | 86,559          | 108,916    | 未 開 業     | [ 千葉県統計 26 ] |
| 1984年（昭和59年） | 91,161          | 112,869    | 未 開 業     | [ 千葉県統計 27 ] |
| 1985年（昭和60年） | 95,317          | 116,659    | 未 開 業     | [ 千葉県統計 28 ] |
| 1986年（昭和61年） | 105,377         | 123,942    | 未 開 業     | [ 千葉県統計 29 ] |
| 1987年（昭和62年） | 117,751         | 128,164    | 未 開 業     | [ 千葉県統計 30 ] |
| 1988年（昭和63年） | 129,775         | 130,921    | 未 開 業     | [ 千葉県統計 31 ] |
| 1989年（平成元年） | 121,287         | 120,788    | 未 開 業     | [ 千葉県統計 32 ] |
| 1990年（平成02年） | 120,578         | 116,821    | 未 開 業     | [ 千葉県統計 33 ] |
| 1991年（平成03年） | 122,275         | 117,824    | 未 開 業     | [ 千葉県統計 34 ] |
| 1992年（平成04年） | 124,816         | 117,013    | 未 開 業     | [ 千葉県統計 35 ] |
| 1993年（平成05年） | 126,843         | 117,552    | 未 開 業     | [ 千葉県統計 36 ] |
| 1994年（平成06年） | 126,085         | 116,724    | 未 開 業     | [ 千葉県統計 37 ] |
| 1995年（平成07年） | 124,803         | 114,021    | 未 開 業     | [ 千葉県統計 38 ] |
| 1996年（平成08年） | 118,907         | 123,272    | 26,263       | [ 千葉県統計 39 ] |
| 1997年（平成09年） | 111,751         | 122,979    | 35,794       | [ 千葉県統計 40 ] |
| 1998年（平成10年） | 108,943         | 123,070    | 39,177       | [ 千葉県統計 41 ] |
| 1999年（平成11年） | 106,351         | 120,480    | 40,478       | [ 千葉県統計 42 ] |
| 2000年（平成12年） | 106,048         | 121,330    | 42,782       | [ 千葉県統計 43 ] |

### 各年度1日平均上車人次（2001年以後）
| 年度               | JR東日本 | 營團 / 東京地下鐵 | 東葉高速鐵道 | 來源              |
| ------------------ | -------- | ----------------- | ------------ | ----------------- |
| 2001年（平成13年） | 106,277  | 122,314           | 44,830       | [ 千葉県統計 44 ] |
| 2002年（平成14年） | 106,845  | 121,675           | 45,603       | [ 千葉県統計 45 ] |
| 2003年（平成15年） | 105,895  | 119,657           | 45,173       | [ 千葉県統計 46 ] |
| 2004年（平成16年） | 105,230  | 117,559           | 44,683       | [ 千葉県統計 47 ] |
| 2005年（平成17年） | 105,892  | 116,808           | 45,224       | [ 千葉県統計 48 ] |
| 2006年（平成18年） | 108,717  | 119,305           | 46,592       | [ 千葉県統計 49 ] |
| 2007年（平成19年） | 123,619  | 137,363           | 51,701       | [ 千葉県統計 50 ] |
| 2008年（平成20年） | 125,785  | 138,461           | 53,150       | [ 千葉県統計 51 ] |
| 2009年（平成21年） | 125,114  | 136,652           | 52,418       | [ 千葉県統計 52 ] |
| 2010年（平成22年） | 125,855  | 137,062           | 52,450       | [ 千葉県統計 53 ] |
| 2011年（平成23年） | 125,276  | 134,620           | 52,004       | [ 千葉県統計 54 ] |
| 2012年（平成24年） | 126,834  | 136,190           | 52,571       | [ 千葉県統計 55 ] |
| 2013年（平成25年） | 130,814  | 138,655           | 53,887       | [ 千葉県統計 56 ] |
| 2014年（平成26年） | 131,895  | 139,275           | 54,701       | [ 千葉県統計 57 ] |
| 2015年（平成27年） | 134,362  | 141,814           | 56,373       | [ 千葉県統計 58 ] |
| 2016年（平成28年） | 136,067  | 143,909           | 57,689       | [ 千葉県統計 59 ] |
| 2017年（平成29年） | 138,177  | 145,674           | 59,682       | [ 千葉県統計 60 ] |
| 2018年（平成30年） | 139,347  | 147,067           | 60,793       |                   |
| 2019年（令和元年） | 138,618  |                   |              |                   |

備註
1. ↑  1958年11月10日開業。開業日起至翌年3月31日合計142日間的資料。
2. ↑  1969年3月29日開業。
3. ↑  1996年4月27日開業。開業日起至翌年3月31日合計339日間的資料。

## 車站周邊
往北步行5 - 6分可至京成本線京成西船站。但是JR與京成轉乘多在船橋站（京成船橋站）。
武藏野線開業前，本站是中山競馬場的最近站，因此周邊較多餐飲店與風俗店。亦有許多日薪勞工聚集車站。
南口沒有巴士圓環，企業等接駁巴士多停靠在稍遠的大馬路上。
- 船橋市役所（日语：船橋市役所）西船橋出張所
- 西船橋站前郵便局
- 西船橋站南口郵便局
- 西船站前廣場
- Y'smart（日语：ワイズマート） Dila西船橋店
- 船橋市西圖書館（日语：船橋市図書館）
- 船橋警察署（日语：船橋警察署）西船橋站前交番

## 巴士路線

### 北口
站前圓環可搭乘京成巴士、京成巴士系統、千葉彩虹巴士、京成Transit Bus、成田空港交通等巴士路線。另外，中山競馬場舉行比賽時還可在1號乘車處搭乘競馬場臨時巴士。
- 1號乘車處：〔中山01〕往市營靈園
- 2號乘車處：往白井站／往白井車庫
- 3號乘車處：〔Fs04〕往行田團地（日语：行田団地）／〔Fs03〕往桐畑／〔Fs05〕往前貝塚／〔Fs02〕往市川營業所（日语：京成バス市川営業所）／〔Fs01〕往鬥士城鎌谷（日语：ファイターズスタジアム）／〔深夜急行巴士〕往JR成田站、京成成田站、成田機場※每日運行（成田空港交通）／〔深夜急行巴士〕往行田團地、桐畑（京成巴士）／〔深夜急行巴士〕往船橋站北口、東船橋站入口、高根木戶站、北習志野站、船橋日大前站、八千代綠丘站、鎌谷大佛（船橋新京成巴士（日语：船橋新京成バス））
- 5號乘車處：〔西船11、西船12〕往船橋市役所（日语：船橋市役所）、京成船橋站
- 6號乘車處：〔西55〕往市川學園（日语：市川中学校・高等学校）正門前／〔西船21〕往諏訪神社
- 7號乘車處：〔高速巴士〕 往羽田機場[註釋 1]／往仙台站（POLAR STAR號）／往松本（日语：松本バスターミナル）、長野站／往名古屋站（FANTASIA名古屋號）／往天理站、奈良站、王寺站、五位堂站（大和號）／往京都站／往大阪梅田、神戶三宮／往堺站、和歌山站（SOUTH WAVE號）／往富士急高原樂園、河口湖站（期間限定）

### 南口
Docomo shop西船橋店前（南口約200公尺）有巴士站，可搭成以下路線。
- My Town Liner千葉新市鎮線（平和交通）※僅下車
- JAMJAM Liner　往難波、和歌山／往三宮、姬路／往青森站（JAMJAM EXPRESS（日语：ジャムジャムエクスプレス））

## 相鄰車站
東日本旅客鐵道（JR東日本）
 總武線（各站停車）
下總中山（JB 29）－西船橋（JB 30）－船橋（JB 31）
 京葉線、 武藏野線
■各站停車（東京方向）
市川鹽濱（京葉線）（JE 09）－西船橋（JM 10）－船橋法典（武藏野線）（JM 11）
■各站停車（海濱幕張方向）、■下總號
南船橋（京葉線）（JE 11）－西船橋（JM 10）－船橋法典（武藏野線）（JM 11）
東京地下鐵
 東西線
■快速、■通勤快速（通勤快速只限中野方向運行。在東葉高速線、總武線內都是各站停車）
浦安（T 18）－西船橋（T 23）－（東葉高速線 / 總武線船橋方向）
■各站停車
原木中山（T 22）－西船橋（T 23）－（東葉高速線 / 總武線船橋方向）
東葉高速鐵道
 東葉高速線（東葉高速線內所有列車各站停車）
（東西線）－西船橋（TR01）－東海神（TR02）

### 備註
1. ↑  發往羽田機場早晨班次與羽田機場發車深夜班次停靠船橋站。

### 宣傳資料、新聞稿
1. ↑  Suicaご利用可能エリアマップ(2001年11月18日当初)

### 統計資料
JR、私鐵1日平均使用人數
1. ↑  .   [2016-04-06]. （原始内容存档于2001-05-06）.
2. ↑  .   [2017-04-04]. （原始内容存档于2018-02-13）.

JR東日本1999年度以降後的上車人次
1. ↑  各駅の乗車人員（1999年度） （页面存档备份，存于） - JR東日本
2. ↑  各駅の乗車人員（2000年度） （页面存档备份，存于） - JR東日本
3. ↑  各駅の乗車人員（2001年度） （页面存档备份，存于） - JR東日本
4. ↑  各駅の乗車人員（2002年度） （页面存档备份，存于） - JR東日本
5. ↑  各駅の乗車人員（2003年度） （页面存档备份，存于） - JR東日本
6. ↑  各駅の乗車人員（2004年度） （页面存档备份，存于） - JR東日本
7. ↑  各駅の乗車人員（2005年度） （页面存档备份，存于） - JR東日本
8. ↑  各駅の乗車人員（2006年度） （页面存档备份，存于） - JR東日本
9. ↑  各駅の乗車人員（2007年度） （页面存档备份，存于） - JR東日本
10. ↑  各駅の乗車人員（2008年度） （页面存档备份，存于） - JR東日本
11. ↑  各駅の乗車人員（2009年度） （页面存档备份，存于） - JR東日本
12. ↑  各駅の乗車人員（2010年度） （页面存档备份，存于） - JR東日本
13. ↑  各駅の乗車人員（2011年度） （页面存档备份，存于） - JR東日本
14. ↑  各駅の乗車人員（2012年度） （页面存档备份，存于） - JR東日本
15. ↑  各駅の乗車人員（2013年度） （页面存档备份，存于） - JR東日本
16. ↑  各駅の乗車人員（2014年度） （页面存档备份，存于） - JR東日本
17. ↑  各駅の乗車人員（2015年度） （页面存档备份，存于） - JR東日本
18. ↑  各駅の乗車人員（2016年度） （页面存档备份，存于） - JR東日本
19. ↑  各駅の乗車人員（2017年度） （页面存档备份，存于） - JR東日本
20. ↑  各駅の乗車人員（2018年度） （页面存档备份，存于） - JR東日本
21. ↑  各駅の乗車人員（2019年度） （页面存档备份，存于） - JR東日本

JR、私鐵統計資料
1. ↑  各種報告書 （页面存档备份，存于） - 関東交通広告協議会
2. 1 2  .   [2017-04-04]. （原始内容存档于2017-10-21）.
3. 1 2  船橋市統計書 （页面存档备份，存于） - 船橋市

千葉縣統計年鑑
1. ↑  .   [2019-01-08]. （原始内容存档于2020-01-08）.
2. ↑  .   [2019-01-08]. （原始内容存档于2020-01-08）.
3. ↑  .   [2019-01-08]. （原始内容存档于2020-01-08）.
4. ↑  .   [2019-01-08]. （原始内容存档于2020-01-08）.
5. ↑  .   [2019-01-08]. （原始内容存档于2020-01-08）.
6. ↑  .   [2019-01-08]. （原始内容存档于2020-01-08）.
7. ↑  .   [2019-01-08]. （原始内容存档于2020-01-08）.
8. ↑  .   [2019-01-08]. （原始内容存档于2020-01-08）.
9. ↑  .   [2019-01-08]. （原始内容存档于2020-01-08）.
10. ↑  .   [2019-01-08]. （原始内容存档于2020-01-08）.
11. ↑  .   [2019-01-08]. （原始内容存档于2020-01-08）.
12. ↑  .   [2019-01-08]. （原始内容存档于2020-01-08）.
13. ↑  .   [2019-01-08]. （原始内容存档于2020-01-08）.
14. ↑  .   [2019-01-08]. （原始内容存档于2020-01-08）.
15. ↑  .   [2019-01-08]. （原始内容存档于2020-01-08）.
16. ↑  .   [2019-01-08]. （原始内容存档于2020-01-08）.
17. ↑  .   [2019-01-08]. （原始内容存档于2020-01-08）.
18. ↑  .   [2019-01-08]. （原始内容存档于2020-01-08）.
19. ↑  .   [2019-01-08]. （原始内容存档于2020-01-08）.
20. ↑  .   [2019-01-08]. （原始内容存档于2020-01-08）.
21. ↑  .   [2019-01-08]. （原始内容存档于2020-01-08）.
22. ↑  .   [2019-01-08]. （原始内容存档于2020-01-08）.
23. ↑  .   [2019-01-08]. （原始内容存档于2020-01-08）.
24. ↑  .   [2019-01-08]. （原始内容存档于2020-01-08）.
25. ↑  .   [2019-01-08]. （原始内容存档于2020-01-08）.
26. ↑  .   [2019-01-08]. （原始内容存档于2020-01-08）.
27. ↑  .   [2019-01-08]. （原始内容存档于2020-01-08）.
28. ↑  .   [2019-01-08]. （原始内容存档于2020-01-08）.
29. ↑  .   [2019-01-08]. （原始内容存档于2020-01-08）.
30. ↑  .   [2019-01-08]. （原始内容存档于2020-01-08）.
31. ↑  .   [2019-01-08]. （原始内容存档于2020-01-08）.
32. ↑  .   [2019-01-08]. （原始内容存档于2020-01-08）.
33. ↑  .   [2017-04-04]. （原始内容存档于2016-08-26）.
34. ↑  .   [2017-04-04]. （原始内容存档于2016-08-26）.
35. ↑  .   [2017-04-04]. （原始内容存档于2016-08-26）.
36. ↑  .   [2017-04-04]. （原始内容存档于2016-08-26）.
37. ↑  .   [2017-04-04]. （原始内容存档于2016-08-26）.
38. ↑  .   [2017-04-04]. （原始内容存档于2016-08-26）.
39. ↑  .   [2017-04-04]. （原始内容存档于2016-08-26）.
40. ↑  .   [2017-04-04]. （原始内容存档于2016-08-26）.
41. ↑  .   [2017-04-04]. （原始内容存档于2016-08-26）.
42. ↑  .   [2017-07-20]. （原始内容存档于2017-09-30）.
43. ↑  .   [2017-07-20]. （原始内容存档于2017-09-30）.
44. ↑  .   [2017-07-20]. （原始内容存档于2017-09-30）.
45. ↑  .   [2017-07-20]. （原始内容存档于2017-09-30）.
46. ↑  .   [2017-07-20]. （原始内容存档于2017-09-30）.
47. ↑  .   [2017-07-20]. （原始内容存档于2017-09-30）.
48. ↑  .   [2017-04-04]. （原始内容存档于2016-08-26）.
49. ↑  .   [2017-04-04]. （原始内容存档于2016-08-26）.
50. ↑  .   [2017-04-04]. （原始内容存档于2017-08-30）.
51. ↑  .   [2017-04-04]. （原始内容存档于2017-08-30）.
52. ↑  .   [2017-04-04]. （原始内容存档于2017-08-30）.
53. ↑  .   [2017-04-04]. （原始内容存档于2017-08-30）.
54. ↑  .   [2017-04-04]. （原始内容存档于2017-08-30）.
55. ↑  .   [2017-04-04]. （原始内容存档于2017-08-30）.
56. ↑  .   [2017-04-04]. （原始内容存档于2017-08-11）.
57. ↑  .   [2017-12-03]. （原始内容存档于2017-08-11）.
58. ↑  .   [2017-12-03]. （原始内容存档于2017-08-11）.
59. ↑  .   [2019-01-08]. （原始内容存档于2020-04-24）.
60. ↑  .   [2020-07-28]. （原始内容存档于2020-04-24）.

## 外部連結
- 車站資訊（西船橋）：東日本旅客鐵道
- 西船橋/T23 | 路線・車站資訊 | 東京地下鐵
- 西船橋站 （页面存档备份，存于） - 東葉高速鐵道

35°42′26″N 139°57′34″E / 35.70722°N 139.95944°E